# Cassiano di Imola
San Cassiano di Imola (240 circa – 303/305), insegnante ed educatore, è stato un martire cristiano, venerato come santo dalla Chiesa cattolica.
È patrono principale della diocesi di Imola, e compatrono dell'arcidiocesi di Ferrara-Comacchio e della diocesi di Bolzano-Bressanone; è patrono di Piuro, San Casciano in Val di Pesa, ove ha sede la Collegiata di San Cassiano, di San Casciano dei Bagni, di La Salle, di Macherio, di Trecate, della parrocchia propositurale di Laterina e di Las Galletas a Tenerife.
È patrono degli scrittori assieme agli evangelisti San Luca e Giovanni Apostolo, a Santa Teresa d'Avila e Francesco di Sales.

## Agiografia
Stabilitosi a Forum Cornelii, l'odierna Imola, vi insegnò grammatica e letteratura. Impartì ad alcuni suoi allievi anche lezioni di ars notoria, la moderna stenografia. Educatore della gioventù, non rinunciò a comunicare la fede cristiana ai discenti. Alcuni cittadini lo denunciarono al Prefetto come "autore di una nuova religione". Processato, gli fu ordinato di rinunciare al proprio credo e di sacrificare agli dei della religione romana. Cassiano rifiutò e fu condannato a morte. Il giudice impose ai suoi studenti, come pena per averlo ascoltato, di eseguire la condanna.
Il martirio di San Cassiano si colloca probabilmente al tempo della persecuzione dei cristiani ordinata dall'imperatore Diocleziano (febbraio 303 - marzo 305). Per secoli si è ritenuto che il racconto del martirio fosse una tradizione popolare di dubbia attendibilità, tuttavia alcuni studi sulle reliquie attribuite al santo, pubblicati a partire dal 2004 da diverse équipe europee e statunitensi, hanno confermato la datazione dei reperti ossei e hanno dimostrato che i fori nella porzione frontale del cranio sono compatibili con le dimensioni degli stili con cui all'epoca gli studenti incidevano le tavole di cera e con cui secondo la tradizione sarebbe stato compiuto il martirio.

### Origini della chiesa imolese
Le spoglie del martire furono sepolte nella necropoli cittadina. Quando il cristianesimo divenne religio licita (Editto di Milano, 313) nel luogo della sepoltura fu eretto un sepolcro in sua memoria. Nel V secolo nello stesso sito fu costruita una basilica intitolata al santo, che divenne la residenza del vescovo d'Imola per oltre sette secoli. Andrea Agnello, storico ravennate del IX secolo, ricorda che la basilica fu eretta fuori città, secondo le usanze della cristianità antica, verso ponente, nella località oggi chiamata Croce Coperta. Attorno ad essa furono innalzate altre costruzioni, tra le quali l'abitazione del vescovo e quella dei canonici che, assieme ad altri fabbricati, costituirono una specie di fortilizio, a cui venne dato il nome di Castrum sancti Cassiani.
Nel 1175 il castrum fu raso al suolo e le reliquie del martire, riportate all'interno della città, furono collocate nella cripta del Duomo di Imola a lui dedicato, dove si trovano tuttora.

## Culto

### Diffusione del culto
Il luogo del martirio di Cassiano divenne meta di pellegrinaggio sin dall'antichità. Si ritiene che sul luogo di sepoltura di San Cassiano sia stata edificata una chiesa già tra IV e V secolo. Il sepolcro fu visitato da Prudenzio agli inizi del V secolo. La Chiesa fissò il giorno di commemorazione del santo al 13 agosto.
San Pietro Crisologo († 450), imolese, vescovo di Ravenna, ebbe una particolare devozione verso il martire suo conterraneo, tanto da desiderare di essere sepolto vicino alle sue spoglie. L'immagine di san Cassiano fu raffigurata a Ravenna nella cappella detta di San Crisologo e nella teoria dei santi in Sant'Apollinare Nuovo. Da Ravenna la devozione si diffuse dapprima a Comacchio, poi si espanse nelle regioni a nord del Po lungo i territori rimasti sotto la dominazione bizantina, sottratti all'espansione longobarda. Intorno alla metà del V secolo il culto di San Cassiano è attestato anche a Milano. A Pavia il vescovo Ennodio, nel VI secolo ripose sue reliquie in una chiesa della città. Papa Simmaco (498-514) dedicò in onore di Cassiano un altare a Roma, nel mausoleo a sinistra della basilica di San Pietro, trasformato nella chiesa di Sant'Andrea.

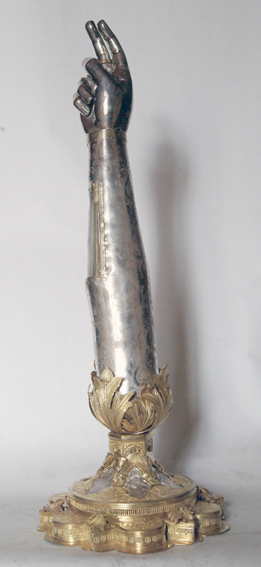
Braccio di San Cassiano, reliquiario databile tra il 1400 e il 1410. Duomo di Imola.

Nell'Italia alpina, il culto di San Cassiano, una volta radicatosi, si è conservato fino ad oggi. In Tirolo Cassiano fu oggetto di un culto speciale, tanto che gli fu dedicata la cattedrale; una reliquia del santo arrivò nell'VIII secolo; quando nel X secolo la sede episcopale fu trasferita a Bressanone, il nuovo Duomo di Bressanone fu dedicato a San Cassiano e a Sant'Ingenuino. Una chiesa intitolata a San Cassiano si trova anche a Percha, in val Pusteria e a Zone, nelle Prealpi Lombarde. Inoltre vanno segnalati: l'Eremo di San Cassiano a Lumignano di Longare (VI) e l'antica chiesa di San Cassiano Martire nel paese di S. Cassiano, frazione di Crespino (RO). Al di là della catena alpina esiste un'antica chiesa dedicata a San Cassiano ad Innsbruck (Austria) ed a Ratisbona (Baviera).
La venerazione di San Cassiano conobbe una forte ripresa nella seconda metà del XVI secolo, periodo caratterizzato dal riassetto religioso del Concilio di Trento, che comportò un forte impulso al culto dei santi.
Il 13 agosto 1577 fu avviata l'usanza di portare in processione dal Duomo fino alla chiesa di Croce Coperta (vicino al luogo in cui avvenne il martirio del santo) il suo reliquiario
Nel 1704 fu donata alla diocesi di Bressanone una seconda reliquia del santo, dopo quella arrivata nell'VIII secolo. Questa seconda reliquia ha dato origine a una grande processione che si celebra ogni anno la seconda domenica dopo Pasqua. Dal 1712 esce ogni anno il St. Kassian Kalender, un calendario di oltre 400 pagine che raccoglie informazioni storiche, ma anche ricette, poesie e informazioni sul territorio, con l'obiettivo di «promuovere la venerazione a San Cassiano, presentato come maestro e patrono degli educatori, e in genere la devozione popolare».

### Le reliquie
Le reliquie principali del santo sono il braccio e la colonna su cui fu martirizzato.
Nel 1085 fu rinvenuta per caso nel cimitero di Forum Cornelii una colonna in un terreno: su di essa furono trovate tracce del sangue del santo. A pochi metri dal luogo vi era il pretorio dove fu ucciso Cassiano. Sul luogo del rinvenimento fu edificata una chiesa, l'attuale chiesa parrocchiale dei Santi Bartolomeo e Cassiano in Croce Coperta. La reliquia fu conservata per secoli all'interno dell'edificio sacro. Tra il 1400 e il 1410 fu realizzato il reliquiario contenente il braccio, in argento inciso e rame dorato, realizzato da Jacopo di Michele, conservato nel Duomo di Imola. Sul reliquiario sono incisi: gli stemmi di Lippo Alidosi (figlio di Bertrando) e della casa Alidosi, il martirio del santo e la preghiera di san Pier Crisologo.
Nel 1684 il vescovo di Bressanone Paolino Mayr richiese al capitolo della cattedrale di Imola un frammento delle reliquie di san Cassiano per la sua chiesa. I canonici imolesi disponendo allora  solo  della reliquia  del braccio del martire, che non ritenevano opportuno intaccare, decisero di offrire alcune  schegge  della  colonna  del martirio  del  santo,  custodita nella chiesa di Croce Coperta.
L'ultima ricognizione delle reliquie del santo è stata effettuata il 13 maggio 2003.

### Indagini storiche
- Francesco Lanzoni, La leggenda di San Cassiano d'Imola, in La Romagna, X, 1913,  pp. 1-49.
- Divo Cassiano - il culto del santo martire patrono di Imola, Bressanone e Comacchio, Diocesi di Imola, 2004.

### Fonti agiografiche
All'inizio del V secolo il poeta latino Prudenzio effettuò un viaggio verso Roma. Fece una sosta a Forum Cornelii. Durante una visita ai luoghi sacri della città raccontò di aver visto una pittura raffigurante un uomo nudo circondato da ragazzi che infierivano contro di lui con degli stili; il custode del luogo gli spiegò che si trattava del martire Cassiano. Prudenzio venerò le spoglie del martire, custodite in un sarcofago al di sopra del quale erano raffigurati alcuni episodi del suo martirio. Nella sua celebre raccolta di poesie dedicò i seguenti versetti a Cassiano martire:
(Prudenzio, Peristephanon, carme IX.)
Nel secolo XI un anonimo tirolese scrisse una Vita et gesta Cassiani, Ingenuini et Albuini episcoporum, in cui Cassiano era descritto come l'apostolo di Sabiona che, catturato dai pagani ed esiliato ad Imola, vi fu costretto ad esercitare la professione di maestro di scuola e vi subì il martirio narrato da Prudenzio. Quando la leggenda tirolese arrivò ad Imola (secolo XIII) ricevette un'ulteriore manipolazione da cui risultò che Cassiano era stato vescovo di Imola.
Di Cassiano rimangono due gruppi di passiones (martirii), l'uno dipendente in tutto da Prudenzio, l'altro dai Gesta Sancti Cassiani, Ingenuini et Albuini (Bibliotheca hagiographica latina 241, 1627, 4273).
Il cardinale Nicholas Wiseman inserisce il santo tra i protagonisti del suo romanzo storico  Fabiola o la Chiesa delle catacombe, collocandone fantasiosamente l'operato tra Roma e Fanum sotto il pontificato di papa Marcellino ma lasciando integra la narrazione storica del martirio narrata da Prudenzio.